# Harnekop (Prötzel)

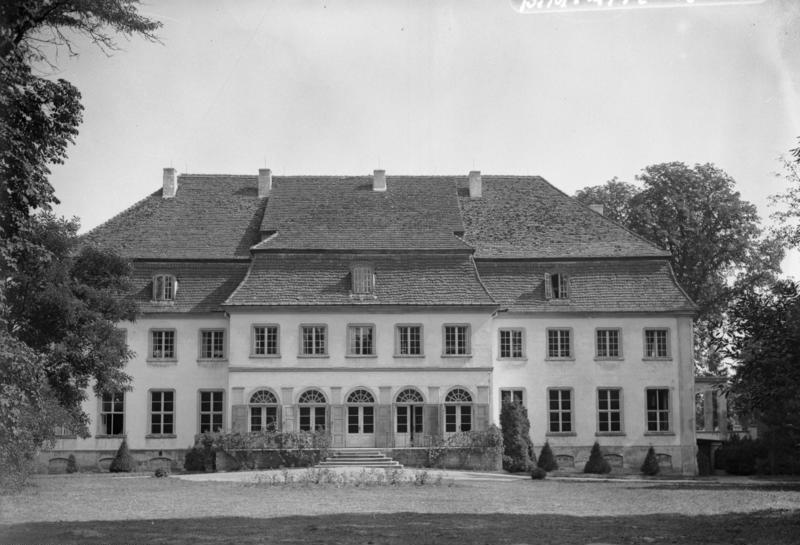
Schloss Monchoix in Harnekop

Harnekop, früher zeitweise auch Harnekopf und Harnecop geschrieben, ist ein Ortsteil der Gemeinde Prötzel im Landkreis Märkisch-Oderland in Brandenburg.
Harnekop wird bereits 1375 im Landbuch Karls IV. als Kirchdorf erwähnt, wurde aber im Spätmittelalter zur Wüstung.
Später wurde es wieder ein eigenständiges Dorf mit Gutsbezirk, das bis 1945 im Landkreis Oberbarnim der preußischen Provinz Brandenburg lag und dem Amtsgericht Wriezen unterstand. Bekanntester Gutsherr war der Generalfeldmarschall Gottlieb Graf von Haeseler, der hier 1919 starb und die Besitzung von seinem Vater geerbt hatte.
Das westlich des Ortes gelegene Schloss Harnekop wurde im April 1945 gesprengt, und seine letzten Reste wurden 1970 beseitigt.
Etwa 1,5 km westlich des Ortes, am Ende der Lindenallee im Wald, liegt der Bunker Harnekop. Die in den 1970er Jahren gebauten weitläufigen Bunkeranlagen sollten im Fall eines Krieges als Hauptführungsstelle des Ministeriums für Nationale Verteidigung (MfNV) der DDR dienen.
Postalisch war der Ort zunächst über Sternebeck zu erreichen. 1964 wurde bei der Vergabe der neuen vierstelligen Postleitzahlen die Postanschrift 1311 Harnekop über Bad Freienwalde (Oder) vergeben.